# Флаг Слободо-Туринского района
Флаг Слободо-Тури́нского муниципального района является официальным символом, составленным по правилам и традициям геральдики, и отражает исторические, культурные, социально-экономические, национальные и иные местные традиции Слободо-Туринский муниципального района Свердловской области Российской Федерации.
Флаг утверждён 13 апреля 2007 года и внесён в Государственный геральдический регистр Российской Федерации с присвоением регистрационного номера 3359.

## Описание
«Прямоугольное полотнище с отношением ширины к длине 2:3, составленное из равных горизонтальных полос синего и зелёного цвета, по центру которого помещено изображение фигур районного герба (идущий медведь, сопровождаемый внизу скрещёнными бердышами), выполненное жёлтым, белым и красным цветами.
Оборотная сторона зеркально воспроизводит лицевую».

## Обоснование символики
Зелёный и синий цвет полотнища служат символом природной чистоты, развитого сельского хозяйства и лесных богатств.
Медведь как «хозяин леса» олицетворяет собой как обилие лесов, так и независимый характер жителей района. Расположение лап медведя близ границы полос служит символом расположения района на границе с Тюменской областью.
Бердыши указывают на то, что начало освоению края положил поход Ермака.

## См. также

Флаги муниципальных образований Слободо-Туринского муниципального района
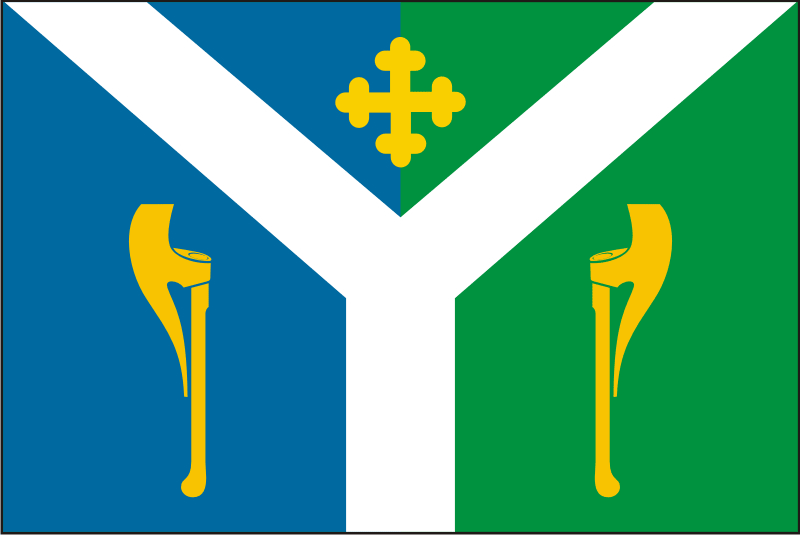
Усть-Ницинское сельское поселение